# Thiagus dos Santos
Thiagus dos Santos, punim imenom Thiagus Petrus Gonçalves Dos Santos (Juiz de Fora, Brazil, 25. siječnja 1989.) je brazilski rukometaš i nacionalni reprezentativac. Trenutno nastupa za katalonsku FC Barcelonu gdje igra na poziciji lijevog vanjskog.
Nakon juniorske reprezentacije, Dos Santos je postao član seniora s kojima je nastupao na Svjetskim prvenstvima u Švedskoj (2011.) i Španjolskoj (2013.). Na kontinentalnoj razini, rukometaš je s Brazilom bio južnoamerički prvak 2011. godine a kasnije osvaja i srebra na Panameričkim igrama i prvenstvu.

## Vanjske poveznice
- Profil rukometaša na Eurohandball.com  Arhivirana inačica izvorne stranice od 27. listopada 2014. (Wayback Machine)